# Maria Gluth-Nowowiejska
Maria Bronisława Gluth-Nowowiejska, z domu Kasza (ur. 10 września 1896 w Kielcach, zm. 4 stycznia 1986) – polska nauczycielka i działaczka niepodległościowa okresu obu wojen światowych, a także działaczka społeczna dwudziestolecia międzywojennego, członkini Polskiej Organizacji Wojskowej, Armii Krajowej oraz zarządu Stowarzyszenia „Rodzina Wojskowa”. 

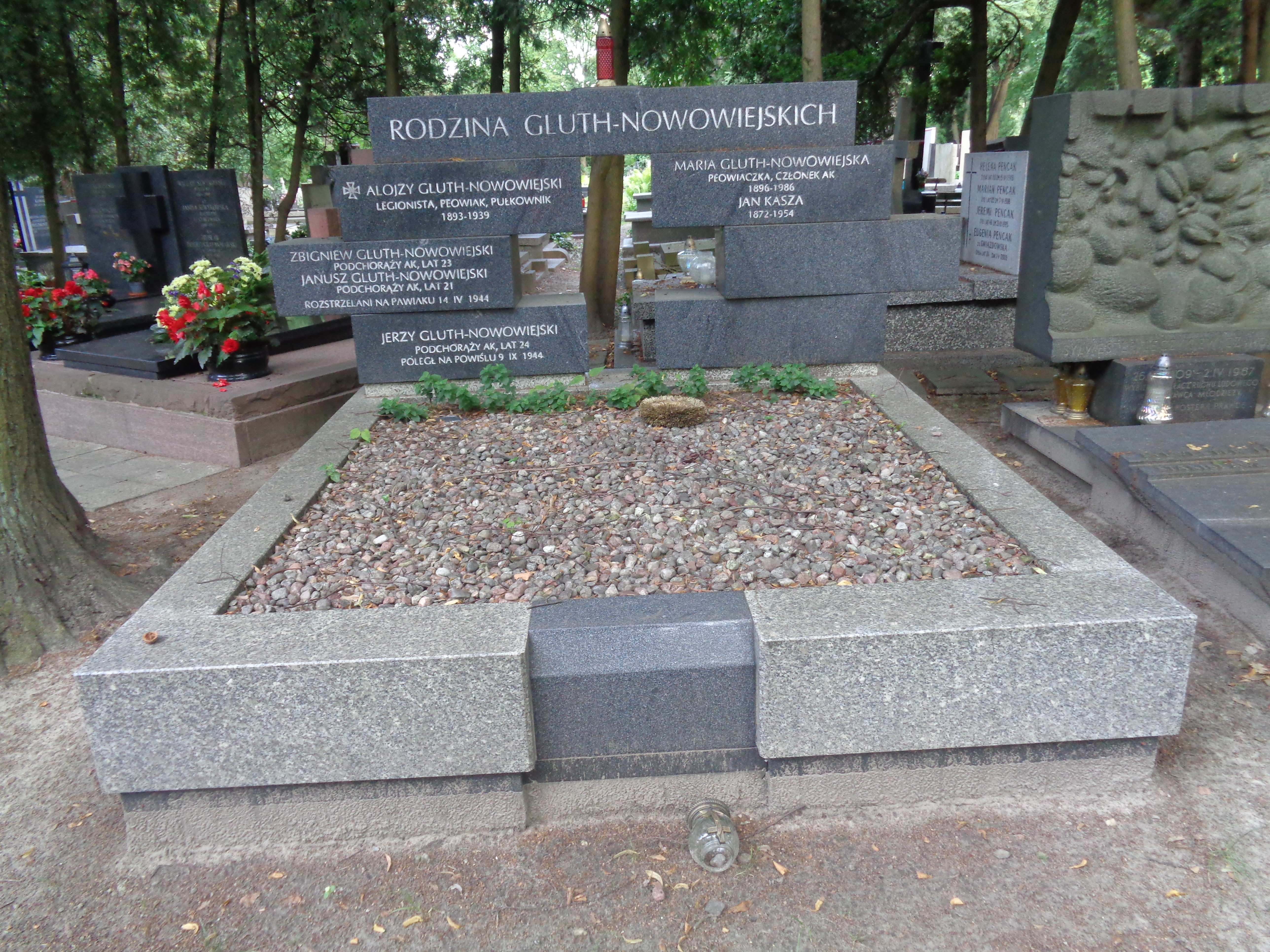
Grób Marii Gluth-Nowowiejskiej na cmentarzu Wojskowym na Powązkach

## Życiorys
Przyszła na świat jako córka Jana Kaszy, administratora majątków ziemskich i właściciela restauracji w Kielcach oraz Julii z Marszewików. Jeszcze podczas nauki w gimnazjum nawiązała pierwsze kontakty ze środowiskami niepodległościowymi. Następnie brała udział w manifestacjach i tajnych spotkaniach młodzieży. W 1916 została członkinią sekcji kobiet Polskiej Organizacji Wojskowej, kończąc kurs sanitarny oraz biorąc udział w akcjach dywersyjnych i sabotażowych. Po zdaniu matury, ukończyła studium nauczycielskie i następnie pracowała jako nauczycielka w wiejskiej szkole w Wójczy.
W 1919 wyszła za mąż za pułkownika Alojzego Gluth-Nowowiejskiego. Mieli czterech synów; bliźniacy Zbigniew ps. „Nowacki”, „Nowak” (1920–1944) i Janusz ps. „Ścieżyński” (1920–1944), zostali rozstrzelani na Pawiaku w kwietniu 1944, Jerzy ps. „Pigi” (1922–1944), kapral podchorąży w 2. kompanii Batalionu Golski, poległ na Powiślu podczas powstania warszawskiego, Wacław (1926–2024) w powstaniu warszawskim był dowódcą drużyny w zgrupowaniu Żmija AK, po wojnie został dziennikarzem i varsavianistą. 
W okresie dwudziestolecia międzywojennego zajmowała się działalnością społeczną; przez kilka kadencji była członkinią zarządu Stowarzyszenia „Rodzina Wojskowa”.
Podczas II wojny światowej działała w konspiracji, była członkinią Armii Krajowej, ps. Maruta, w okresie okupacji niemieckiej ukrywała w swoim domu działaczy podziemia. W powstaniu warszawskim otrzymała przydział do Zgrupowania Pułku Baszta, natomiast nie zdołała dotrzeć do punktu koncentracji swojego oddziału.
Zmarła 4 stycznia 1986. Została pochowana w grobie rodzinnym Gluth-Nowowiejskich na cmentarzu Wojskowym na Powązkach w Warszawie (kwatera A21-tuje-1/2).  

## Odznaczenia
- Krzyż Walecznych (za działalność dywersyjno-sabotażową w POW)[1]
- Medal Niepodległości: 1931[5]